# 小丑獲獎與提名列表
《小丑》是一部於2019年上映的美國心理驚悚片，改編自DC漫畫旗下的同名角色，由陶德·菲利普斯執導並與史考特·席佛共同編劇，瓦昆·菲尼克斯、勞勃·狄尼洛、薩琪·畢茲和法蘭西絲·康諾主演。
《小丑》最先於2019年8月31日在第76屆威尼斯影展進行全球首映，而且贏得最高榮譽金獅獎，並於2019年10月4日在美國院線上映。本片的票房超過10億美元，成為史上第一部破10億美元的R級電影。

## 榮譽
| 獎項                           | 日期           | 類別                         | 提名人或得獎人                                                      | 結果       | 參                          |
| ------------------------------ | -------------- | ---------------------------- | ------------------------------------------------------------------- | ---------- | --------------------------- |
| 澳大利亞影視藝術學院獎         | 2020年1月3日   | 最佳電影                     | 《小丑》                                                            | 提名       | [ 1 ] [ 2 ]                 |
| 澳大利亞影視藝術學院獎         | 2020年1月3日   | 最佳導演                     | 陶德·菲利普斯                                                       | 提名       | [ 1 ] [ 2 ]                 |
| 澳大利亞影視藝術學院獎         | 2020年1月3日   | 最佳劇本                     | 史考特·席佛、陶德·菲利普斯                                          | 提名       | [ 1 ] [ 2 ]                 |
| 澳大利亞影視藝術學院獎         | 2020年1月3日   | 最佳男主角                   | 瓦昆·菲尼克斯                                                       | 提名       | [ 1 ] [ 2 ]                 |
| 美國退休人員協會成年人電影獎   | 2020年1月11日  | 讀者票選獎                   | 《小丑》                                                            | 提名       | [ 3 ]                       |
| 奧斯卡金像獎                   | 2020年2月9日   | 最佳影片                     | 布萊德利·庫柏、陶德·菲利普斯、艾瑪·蒂林格·寇斯柯芙                  | 提名       | [ 4 ]                       |
| 奧斯卡金像獎                   | 2020年2月9日   | 最佳導演                     | 陶德·菲利普斯                                                       | 提名       | [ 4 ]                       |
| 奧斯卡金像獎                   | 2020年2月9日   | 最佳改編劇本                 | 陶德·菲利普斯、史考特·席佛                                          | 提名       | [ 4 ]                       |
| 奧斯卡金像獎                   | 2020年2月9日   | 最佳男主角                   | 瓦昆·菲尼克斯                                                       | 獲獎       | [ 4 ]                       |
| 奧斯卡金像獎                   | 2020年2月9日   | 最佳攝影                     | 勞倫斯·沙爾                                                         | 提名       | [ 4 ]                       |
| 奧斯卡金像獎                   | 2020年2月9日   | 最佳化妝與髮型設計           | 妮琪·賴德曼、凱伊·喬吉歐                                            | 提名       | [ 4 ]                       |
| 奧斯卡金像獎                   | 2020年2月9日   | 最佳服裝設計                 | 馬克·布里奇斯                                                       | 提名       | [ 4 ]                       |
| 奧斯卡金像獎                   | 2020年2月9日   | 最佳影片剪輯                 | 傑夫·格羅斯                                                         | 提名       | [ 4 ]                       |
| 奧斯卡金像獎                   | 2020年2月9日   | 最佳原創音樂                 | 希爾杜·古納多提瑞                                                   | 獲獎       | [ 4 ]                       |
| 奧斯卡金像獎                   | 2020年2月9日   | 最佳音效剪接                 | 艾倫·羅伯·莫瑞                                                      | 提名       | [ 4 ]                       |
| 奧斯卡金像獎                   | 2020年2月9日   | 最佳音響效果                 | 湯姆·奧扎尼奇、迪恩·佐帕錫奇、托德·梅特蘭                           | 提名       | [ 4 ]                       |
| 女性電影記者聯盟               | 2020年1月10日  | 最佳男主角                   | 瓦昆·菲尼克斯                                                       | 提名       | [ 5 ]                       |
| 美國剪輯工會獎                 | 2020年1月17日  | 最佳編輯故事片-戲劇類        | 傑夫·格羅斯                                                         | 提名       | [ 6 ]                       |
| 美國電影學會                   | 2020年1月3日   | 十大電影                     | 《小丑》                                                            | 獲獎       | [ 7 ]                       |
| 美國攝影師協會                 | 2020年1月25日  | 美國攝影師協會獎最佳電影攝影 | 勞倫斯·沙爾                                                         | 提名       | [ 8 ]                       |
| 藝術指導工會                   | 2020年2月1日   | 藝術指導工會傑出作品設計獎   | 馬克·佛雷堡                                                         | 提名       | [ 9 ]                       |
| 博基獎                         | 2019年10月14日 | 博基獎                       | 《小丑》                                                            | 獲獎       | [ 10 ] [ 11 ]               |
| 博基獎                         | 2019年10月14日 | 銅博基獎                     | 《小丑》                                                            | 獲獎       | [ 10 ] [ 11 ]               |
| 博基獎                         | 2019年10月14日 | 銀博基獎                     | 《小丑》                                                            | 獲獎       | [ 10 ] [ 11 ]               |
| 博基獎                         | 2019年10月14日 | 金博基獎                     | 《小丑》                                                            | 獲獎       | [ 10 ] [ 11 ]               |
| 波士頓影評人協會               | 2019年12月15日 | 最佳男主角                   | 瓦昆·菲尼克斯                                                       | 亚军       | [ 12 ]                      |
| 英國電影學院獎                 | 2020年2月2日   | 最佳影片                     | 布萊德利·庫柏、陶德·菲利普斯、艾瑪·蒂林格·寇斯柯芙                  | 提名       | [ 13 ]                      |
| 英國電影學院獎                 | 2020年2月2日   | 最佳導演                     | 陶德·菲利普斯                                                       | 提名       | [ 13 ]                      |
| 英國電影學院獎                 | 2020年2月2日   | 最佳改編劇本                 | 陶德·菲利普斯、史考特·席佛                                          | 提名       | [ 13 ]                      |
| 英國電影學院獎                 | 2020年2月2日   | 最佳男主角                   | 瓦昆·菲尼克斯                                                       | 獲獎       | [ 13 ]                      |
| 英國電影學院獎                 | 2020年2月2日   | 最佳原創配樂                 | 希爾杜·古納多提瑞                                                   | 獲獎       | [ 13 ]                      |
| 英國電影學院獎                 | 2020年2月2日   | 最佳選角                     | 莎娜·瑪科維茲                                                       | 獲獎       | [ 13 ]                      |
| 英國電影學院獎                 | 2020年2月2日   | 最佳攝影                     | 勞倫斯·沙爾                                                         | 提名       | [ 13 ]                      |
| 英國電影學院獎                 | 2020年2月2日   | 最佳剪輯                     | 傑夫·格羅斯                                                         | 提名       | [ 13 ]                      |
| 英國電影學院獎                 | 2020年2月2日   | 最佳藝術指導                 | 馬克·佛雷堡、克里斯·莫蘭                                            | 提名       | [ 13 ]                      |
| 英國電影學院獎                 | 2020年2月2日   | 最佳化妝與髮型設計           | 凱伊·喬吉歐、妮琪·賴德曼                                            | 提名       | [ 13 ]                      |
| 英國電影學院獎                 | 2020年2月2日   | 最佳音效                     | 托德·梅特蘭、艾倫·羅伯·莫瑞、湯姆·奧扎尼奇、迪恩·佐帕錫奇           | 提名       | [ 13 ]                      |
| Camerimage電影攝影藝術國際影展 | 2019年11月16日 | 金蛙獎                       | 勞倫斯·沙爾                                                         | 獲獎       | [ 14 ] [ 15 ]               |
| Camerimage電影攝影藝術國際影展 | 2019年11月16日 | 觀眾票選獎                   | 勞倫斯·沙爾                                                         | 獲獎       | [ 14 ] [ 15 ]               |
| 卡普里好萊塢國際電影節         | 2020年1月2日   | 最佳男主角                   | 瓦昆·菲尼克斯                                                       | 獲獎       | [ 16 ]                      |
| 美國選角導演協會               | 2020年1月30日  | 大預算電影—戲劇              | 莎娜·瑪科維茲                                                       | 提名       | [ 17 ]                      |
| 芝加哥影評人協會               | 2019年12月14日 | 最佳男主角                   | 瓦昆·菲尼克斯                                                       | 提名       | [ 18 ] [ 19 ]               |
| 美國電影音響學會獎             | 2020年1月25日  | 傑出長片混音–真人電影        | 《小丑》                                                            | 提名       | [ 20 ]                      |
| 西班牙電影編劇協會獎           | 2020年1月20日  | 最佳外語片                   | 《小丑》                                                            | 提名       | [ 21 ]                      |
| 克里奧國際廣告獎               | 2019年11月21日 | 戲劇：前導預告               | JAX                                                                 | 獲獎       | [ 22 ]                      |
| 評論家選擇電影獎               | 2020年1月12日  | 最佳電影                     | 《小丑》                                                            | 提名       | [ 23 ]                      |
| 評論家選擇電影獎               | 2020年1月12日  | 最佳男主角                   | 瓦昆·菲尼克斯                                                       | 獲獎       | [ 23 ]                      |
| 評論家選擇電影獎               | 2020年1月12日  | 最佳劇本                     | 史考特·席佛、陶德·菲利普斯                                          | 提名       | [ 23 ]                      |
| 評論家選擇電影獎               | 2020年1月12日  | 最佳攝影                     | 勞倫斯·沙爾                                                         | 提名       | [ 23 ]                      |
| 評論家選擇電影獎               | 2020年1月12日  | 最佳服裝設計                 | 馬克·佛雷堡、克里斯·莫蘭                                            | 提名       | [ 23 ]                      |
| 評論家選擇電影獎               | 2020年1月12日  | 最佳化妝與髮型設計           | 《小丑》                                                            | 提名       | [ 23 ]                      |
| 評論家選擇電影獎               | 2020年1月12日  | 最佳電影配樂                 | 希爾杜·古納多提瑞                                                   | 獲獎       | [ 23 ]                      |
| 達拉斯—沃斯堡影評人協會        | 2019年12月16日 | 最佳男主角                   | 瓦昆·菲尼克斯                                                       | 亚军       | [ 24 ]                      |
| 底特律影評人協會               | 2019年12月9日  | 最佳男主角                   | 瓦昆·菲尼克斯                                                       | 提名       | [ 25 ]                      |
| 道林獎                         | 2020年1月8日   | 年度電影表演獎–演員          | 瓦昆·菲尼克斯                                                       | 提名       | [ 26 ]                      |
| 都柏林影評人協會獎             | 2019年12月17日 | 最佳電影                     | 《小丑》                                                            | 第四名     | [ 27 ]                      |
| 都柏林影評人協會獎             | 2019年12月17日 | 最佳導演                     | 陶德·菲利普斯                                                       | 第五名     | [ 27 ]                      |
| 都柏林影評人協會獎             | 2019年12月17日 | 最佳男主角                   | 瓦昆·菲尼克斯                                                       | 亚军       | [ 27 ]                      |
| 都柏林影評人協會獎             | 2019年12月17日 | 最佳攝影                     | 勞倫斯·沙爾                                                         | 第三名     | [ 27 ]                      |
| 佛羅里達影評人協會             | 2019年12月23日 | 最佳男主角                   | 瓦昆·菲尼克斯                                                       | 提名       | [ 28 ]                      |
| 佛羅里達影評人協會             | 2019年12月23日 | 最佳配樂                     | 希爾杜·古納多提瑞                                                   | 提名       | [ 28 ]                      |
| 喬治亞影評人協會               | 2020年1月10日  | 最佳男主角                   | 瓦昆·菲尼克斯                                                       | 提名       | [ 29 ]                      |
| 喬治亞影評人協會               | 2020年1月10日  | 最佳改編劇本                 | 陶德·菲利普斯、史考特·席佛                                          | 提名       | [ 29 ]                      |
| 喬治亞影評人協會               | 2020年1月10日  | 最佳原創歌曲                 | 希爾杜·古納多提瑞                                                   | 提名       | [ 29 ]                      |
| 金球獎                         | 2020年1月5日   | 最佳戲劇類影片               | 《小丑》                                                            | 提名       | [ 30 ]                      |
| 金球獎                         | 2020年1月5日   | 最佳戲劇類電影男主角         | 瓦昆·菲尼克斯                                                       | 獲獎       | [ 30 ]                      |
| 金球獎                         | 2020年1月5日   | 最佳導演                     | 陶德·菲利普斯                                                       | 提名       | [ 30 ]                      |
| 金球獎                         | 2020年1月5日   | 最佳原創配樂                 | 希爾杜·古納多提瑞                                                   | 獲獎       | [ 30 ]                      |
| 金預告片獎                     | 2019年5月29日  | 最佳前導預告                 | 華納兄弟、JAX                                                       | 提名       | [ 31 ]                      |
| 金氏世界紀錄                   | 2019年12月9日  | 首部破10億美元的R級電影      | 《小丑》                                                            | 獲獎       | [ 32 ]                      |
| 音樂監督工會獎                 | 2020年2月6日   | 最佳預告片音樂監督           | 安妮·科爾文（JAX）                                                  | 獲獎       | [ 33 ]                      |
| 好萊塢影評人協會               | 2020年1月9日   | 最佳影片                     | 《小丑》                                                            | 提名       | [ 34 ]                      |
| 好萊塢影評人協會               | 2020年1月9日   | 最佳男主角                   | 瓦昆·菲尼克斯                                                       | 獲獎       | [ 34 ]                      |
| 好萊塢影評人協會               | 2020年1月9日   | 最佳改編劇本                 | 史考特·席佛、陶德·菲利普斯                                          | 提名       | [ 34 ]                      |
| 好萊塢影評人協會               | 2020年1月9日   | 最佳攝影                     | 勞倫斯·沙爾                                                         | 提名       | [ 34 ]                      |
| 好萊塢影評人協會               | 2020年1月9日   | 最佳服裝設計                 | 馬克·布里奇斯                                                       | 提名       | [ 34 ]                      |
| 好萊塢影評人協會               | 2020年1月9日   | 最佳髮型與化妝               | 妮琪·賴德曼、凱伊·喬吉歐                                            | 提名       | [ 34 ]                      |
| 好萊塢影評人協會               | 2020年1月9日   | 最佳原創配樂                 | 希爾杜·古納多提瑞                                                   | 獲獎       | [ 34 ]                      |
| 好萊塢傳媒音樂獎               | 2019年11月20日 | 最佳長片原創配樂             | 希爾杜·古納多提瑞                                                   | 獲獎       | [ 35 ]                      |
| 休斯頓影評人協會               | 2020年1月2日   | 最佳影片                     | 《小丑》                                                            | 提名       | [ 36 ]                      |
| 休斯頓影評人協會               | 2020年1月2日   | 最佳男主角                   | 瓦昆·菲尼克斯                                                       | 提名       | [ 36 ]                      |
| 休斯頓影評人協會               | 2020年1月2日   | 最佳攝影                     | 勞倫斯·沙爾                                                         | 提名       | [ 36 ]                      |
| 休斯頓影評人協會               | 2020年1月2日   | 最佳原創配樂                 | 希爾杜·古納多提瑞                                                   | 提名       | [ 36 ]                      |
| IGN獎                          | 2019年12月31日 | 年度最佳電影                 | 《小丑》                                                            | 提名       | [ 37 ] [ 38 ] [ 39 ] [ 40 ] |
| IGN獎                          | 2019年12月31日 | 觀眾票選獎                   | 《小丑》                                                            | 獲獎       | [ 37 ] [ 38 ] [ 39 ] [ 40 ] |
| IGN獎                          | 2019年12月31日 | 年度最佳漫畫電影             | 《小丑》                                                            | 提名       | [ 37 ] [ 38 ] [ 39 ] [ 40 ] |
| IGN獎                          | 2019年12月31日 | 最佳表演獎                   | 瓦昆·菲尼克斯                                                       | 獲獎       | [ 37 ] [ 38 ] [ 39 ] [ 40 ] |
| IGN獎                          | 2019年12月31日 | 觀眾票選獎                   | 瓦昆·菲尼克斯                                                       | 獲獎       | [ 37 ] [ 38 ] [ 39 ] [ 40 ] |
| IGN獎                          | 2019年12月31日 | 最佳導演                     | 陶德·菲利普斯                                                       | 提名       | [ 37 ] [ 38 ] [ 39 ] [ 40 ] |
| IGN獎                          | 2019年12月31日 | 觀眾票選獎                   | 陶德·菲利普斯                                                       | 獲獎       | [ 37 ] [ 38 ] [ 39 ] [ 40 ] |
| IndieWire評論家票選獎          | 2019年12月16日 | 最佳電影                     | 《小丑》                                                            | 第九名     | [ 37 ]                      |
| IndieWire評論家票選獎          | 2019年12月16日 | 最佳導演                     | 陶德·菲利普斯                                                       | 第十名     | [ 37 ]                      |
| IndieWire評論家票選獎          | 2019年12月16日 | 最佳劇本                     | 陶德·菲利普斯                                                       | 第二十名   | [ 37 ]                      |
| IndieWire評論家票選獎          | 2019年12月16日 | 最佳男主角                   | 瓦昆·菲尼克斯                                                       | 第四名     | [ 37 ]                      |
| IndieWire評論家票選獎          | 2019年12月16日 | 最佳男配角                   | 勞勃·狄尼洛                                                         | 第二十三名 | [ 37 ]                      |
| IndieWire評論家票選獎          | 2019年12月16日 | 最佳攝影                     | 勞倫斯·沙爾                                                         | 第十三名   | [ 37 ]                      |
| 倫敦影評人協會                 | 2020年1月30日  | 年度電影                     | 《小丑》                                                            | 提名       | [ 41 ]                      |
| 倫敦影評人協會                 | 2020年1月30日  | 年度男主角                   | 瓦昆·菲尼克斯                                                       | 獲獎       | [ 41 ]                      |
| 美國化妝及髮型設計工會         | 2020年1月11日  | 最佳時期和/或角色化妝        | 妮琪·賴德曼、塔尼婭·里巴洛、辛迪·英格利斯                           | 獲獎       | [ 42 ]                      |
| 美國化妝及髮型設計工會         | 2020年1月11日  | 最佳當代髮型設計             | 凱伊·喬吉歐、凡妮莎·安德森                                          | 提名       | [ 42 ]                      |
| 美國音效剪輯協會               | 2020年1月19日  | 長片–對話 / ADR              | 艾倫·羅伯·莫瑞、凱拉·羅斯勒、卡麥隆·斯蒂哈根                        | 提名       | [ 43 ]                      |
| 美國音效剪輯協會               | 2020年1月19日  | 長片–音效 / 擬音             | 《小丑》                                                            | 提名       | [ 43 ]                      |
| 美國音效剪輯協會               | 2020年1月19日  | 長片–無源音樂                | 莉娜·吉爾克森、丹尼爾·沃爾德曼                                      | 提名       | [ 43 ]                      |
| 國家電影電視獎                 | 2019年12月3日  | 最佳故事片                   | 《小丑》                                                            | 提名       | [ 44 ] [ 45 ]               |
| 國家電影電視獎                 | 2019年12月3日  | 最佳動作電影                 | 《小丑》                                                            | 提名       | [ 44 ] [ 45 ]               |
| 國家電影電視獎                 | 2019年12月3日  | 最佳演出                     | 瓦昆·菲尼克斯                                                       | 提名       | [ 44 ] [ 45 ]               |
| 國家電影電視獎                 | 2019年12月3日  | 最佳演出                     | 勞勃·狄尼洛                                                         | 獲獎       | [ 44 ] [ 45 ]               |
| 紐約線上影評人協會             | 2019年12月7日  | 年度十大電影                 | 《小丑》                                                            | 獲獎       | [ 46 ]                      |
| 紐約線上影評人協會             | 2019年12月7日  | 最佳男主角                   | 瓦昆·菲尼克斯                                                       | 獲獎       | [ 46 ]                      |
| 線上影評人協會                 | 2020年1月6日   | 最佳男主角                   | 瓦昆·菲尼克斯                                                       | 提名       | [ 47 ]                      |
| 線上影評人協會                 | 2020年1月6日   | 最佳原創配樂                 | 希爾杜·古納多提瑞                                                   | 提名       | [ 47 ]                      |
| 棕櫚泉國際影展                 | 2020年1月2日   | 主席獎                       | 瓦昆·菲尼克斯                                                       | 獲獎       | [ 48 ] [ 49 ]               |
| 棕櫚泉國際影展                 | 2020年1月2日   | 導演創意影響力獎             | 陶德·菲利普斯                                                       | 獲獎       | [ 48 ] [ 49 ]               |
| 美國製片人協會獎               | 2020年1月18日  | 最佳院線電影                 | 《小丑》                                                            | 提名       | [ 50 ]                      |
| 聖地牙哥影評人協會             | 2019年12月9日  | 最佳電影                     | 《小丑》                                                            | 提名       | [ 51 ]                      |
| 聖地牙哥影評人協會             | 2019年12月9日  | 最佳男主角                   | 瓦昆·菲尼克斯                                                       | 獲獎       | [ 51 ]                      |
| 聖地牙哥影評人協會             | 2019年12月9日  | 最佳改編劇本                 | 陶德·菲利普斯、史考特·席佛                                          | 提名       | [ 51 ]                      |
| 聖地牙哥影評人協會             | 2019年12月9日  | 最佳選用音樂                 | 希爾杜·古納多提瑞                                                   | 提名       | [ 51 ]                      |
| 舊金山影評人協會               | 2019年12月16日 | 最佳男主角                   | 瓦昆·菲尼克斯                                                       | 提名       | [ 52 ]                      |
| 舊金山影評人協會               | 2019年12月16日 | 最佳原創配樂                 | 希爾杜·古納多提瑞                                                   | 提名       | [ 52 ]                      |
| 衛星獎                         | 2019年12月19日 | 最佳電影                     | 《小丑》                                                            | 提名       | [ 53 ] [ 54 ]               |
| 衛星獎                         | 2019年12月19日 | 最佳男主角                   | 瓦昆·菲尼克斯                                                       | 提名       | [ 53 ] [ 54 ]               |
| 衛星獎                         | 2019年12月19日 | 最佳改編劇本                 | 陶德·菲利普斯、史考特·席佛                                          | 獲獎       | [ 53 ] [ 54 ]               |
| 衛星獎                         | 2019年12月19日 | 最佳原創配樂                 | 希爾杜·古納多提瑞                                                   | 獲獎       | [ 53 ] [ 54 ]               |
| 衛星獎                         | 2019年12月19日 | 最佳攝影                     | 勞倫斯·沙爾                                                         | 提名       | [ 53 ] [ 54 ]               |
| 衛星獎                         | 2019年12月19日 | 最佳視覺效果                 | 愛德溫·里維拉、馬修·吉安帕、布萊恩·戈德溫                           | 提名       | [ 53 ] [ 54 ]               |
| 衛星獎                         | 2019年12月19日 | 最佳剪輯                     | 傑夫·格羅斯                                                         | 提名       | [ 53 ] [ 54 ]               |
| 衛星獎                         | 2019年12月19日 | 最佳音效                     | 艾倫·羅伯·莫瑞、湯姆·奧扎尼奇、迪恩·佐帕錫奇                        | 提名       | [ 53 ] [ 54 ]               |
| 衛星獎                         | 2019年12月19日 | 最佳藝術指導                 | 馬克·佛雷堡、勞拉·巴林傑                                            | 提名       | [ 53 ] [ 54 ]               |
| 衛星獎                         | 2019年12月19日 | 最佳服裝設計                 | 馬克·布里奇斯                                                       | 提名       | [ 53 ] [ 54 ]               |
| 美國演員工會獎                 | 2020年1月19日  | 最佳男主角                   | 瓦昆·菲尼克斯                                                       | 獲獎       | [ 55 ]                      |
| 美國演員工會獎                 | 2020年1月19日  | 最佳特技整體演出             | 《小丑》                                                            | 提名       | [ 55 ]                      |
| 西雅圖影評人協會               | 2019年12月16日 | 最佳男主角                   | 瓦昆·菲尼克斯                                                       | 提名       | [ 56 ]                      |
| 西雅圖影評人協會               | 2019年12月16日 | 最佳原創配樂                 | 希爾杜·古納多提瑞                                                   | 提名       | [ 56 ]                      |
| 西雅圖影評人協會               | 2019年12月16日 | 年度最佳反派                 | 瓦昆·菲尼克斯                                                       | 提名       | [ 56 ]                      |
| 攝影機操作員協會               | 2020年1月18日  | 年度最佳攝影機操作員–電影    | 傑佛瑞·哈利                                                         | 獲獎       | [ 57 ]                      |
| 聖路易斯影評人協會             | 2019年12月15日 | 最佳男主角                   | 瓦昆·菲尼克斯                                                       | 亚军       | [ 58 ]                      |
| 聖路易斯影評人協會             | 2019年12月15日 | 最佳劇本                     | 陶德·菲利普斯、史考特·席佛                                          | 提名       | [ 58 ]                      |
| 聖路易斯影評人協會             | 2019年12月15日 | 最佳攝影                     | 勞倫斯·沙爾                                                         | 提名       | [ 58 ]                      |
| 聖路易斯影評人協會             | 2019年12月15日 | 最差電影                     | 《小丑》                                                            | 亚军       | [ 58 ]                      |
| 多倫多國際影展                 | 2019年9月10日  | 演員成就獎                   | 瓦昆·菲尼克斯                                                       | 獲獎       | [ 59 ]                      |
| 溫哥華影評人協會               | 2019年12月16日 | 最佳男主角                   | 瓦昆·菲尼克斯                                                       | 提名       | [ 60 ] [ 61 ]               |
| 威尼斯影展                     | 2019年9月7日   | 金獅獎                       | 《小丑》                                                            | 獲獎       | [ 62 ] [ 63 ]               |
| 威尼斯影展                     | 2019年9月7日   | 金紙夾獎                     | 《小丑》                                                            | 獲獎       | [ 62 ] [ 63 ]               |
| 威尼斯影展                     | 2019年9月7日   | 原聲音樂星獎                 | 希爾杜·古納多提瑞                                                   | 獲獎       | [ 62 ] [ 63 ]               |
| 美國視覺效果協會獎             | 2020年1月29日  | 最佳視覺效果                 | 愛德溫·里維拉、布萊斯·帕克、馬修·吉安帕、布萊恩·戈德溫、傑夫·布林克 | 提名       | [ 64 ]                      |
| 華盛頓特區影評人協會           | 2019年12月8日  | 最佳男主角                   | 瓦昆·菲尼克斯                                                       | 提名       | [ 65 ] [ 66 ]               |
| 華盛頓特區影評人協會           | 2019年12月8日  | 最佳改編劇本                 | 陶德·菲利普斯、史考特·席佛                                          | 提名       | [ 65 ] [ 66 ]               |
| 華盛頓特區影評人協會           | 2019年12月8日  | 最佳配樂                     | 希爾杜·古納多提瑞                                                   | 提名       | [ 65 ] [ 66 ]               |
| 女性影評人協會                 | 2019年12月9日  | 最佳男主角                   | 瓦昆·菲尼克斯                                                       | 亚军       | [ 67 ]                      |
| 女性影評人協會                 | 2019年12月9日  | 年度最差銀幕母親             | 法蘭西絲·康諾                                                       | 獲獎       | [ 67 ]                      |
| 美國編劇工會獎                 | 2020年2月1日   | 最佳改編劇本                 | 陶德·菲利普斯、史考特·席佛                                          | 提名       | [ 68 ]                      |
| 日本電影學院獎                 | 2020年3月6日   | 最佳外語片                   | 《小丑》                                                            | 獲獎       | [ 69 ]                      |
| 葛萊美獎                       | 2021年3月14日  | 最佳影视原声配乐专辑         | 希爾杜·古納多提瑞                                                   | 獲獎       | [ 70 ]                      |
| 葛萊美獎                       | 2021年3月14日  | 最佳器乐或无伴奏合唱编排     | 希爾杜·古納多提瑞                                                   | 提名       | [ 70 ]                      |
| 土星獎                         | 2021年10月26日 | 最佳漫畫電影                 | 《小丑》                                                            | 獲獎       |                             |
| 土星獎                         | 2021年10月26日 | 最佳電影男主角               | 華堅·馮力士                                                         | 提名       |                             |
| 土星獎                         | 2021年10月26日 | 最佳電影女配角               | 薩琪·畢茲                                                           | 提名       |                             |
| 土星獎                         | 2021年10月26日 | 最佳編劇                     | 杜德·菲力斯、史葛·席佛                                              | 提名       |                             |
| 土星獎                         | 2021年10月26日 | 最佳電影藝術指導             | 馬克·佛雷堡                                                         | 提名       |                             |